# Gilles Farcet
 (avril 2013).
Si vous disposez d'ouvrages ou d'articles de référence ou si vous connaissez des sites web de qualité traitant du thème abordé ici, merci de compléter l'article en donnant les références utiles à sa vérifiabilité et en les liant à la section « Notes et références ».
Gilles Farcet (né en 1959 à Lyon) est un écrivain et enseignant  spirituel français s'inscrivant dans la lignée d'Arnaud Desjardins.

## Biographie
Gilles Farcet étudie au lycée du Parc puis à l’université Lyon 2 où il obtient un doctorat en lettres (littérature américaine) en 1984. De 1984 à 1986, il vit à Montréal où il travaille pour une organisation universitaire internationale et écrit régulièrement des articles de critique littéraire pour la revue Spirale.
De retour en France, il enseigne brièvement à l'université catholique de l'Ouest avant de s’installer à Paris.

### Radio, journalisme, édition
Producteur à France Culture, il y réalise des émissions sur des thèmes littéraires ou spirituels, notamment dans le cadre des « Chemins de la Connaissance » sous l’égide de Claude Mettra, ou « Une Vie, une Œuvre » sous la direction de Michel Cazenave.
Journaliste, il collabore à diverses revues. Avec Marc de Smedt, il dirige  les dossiers Question de littérature, chez Albin Michel, pour lesquels il interviewe longuement des écrivains tels que Lawrence Durrell, Jacques Lacarrière, Allen Ginsberg, Gabriel Matzneff, Philippe Sollers ou Kenneth White. Il  participe à la fondation  du magazine Nouvelles Clés auquel il collaborera régulièrement pendant des années.  Il tient pendant près de dix ans la chronique Ecologie intérieure pour le magazine Kaizen, dans la mouvance de Cyril Dion et Pierre Rabbhi.  Éditeur, il fonde à La Table Ronde la collection « Les Chemins de la Sagesse » où il publie notamment Christian Charrière, Eric Edelmann et les premiers livres de Daniel Roumanoff sur Swami Prajnanpad. Il est également pour une période de transition  directeur littéraire des Éditions Dervy où il publie notamment Bernard Montaud, Jodorowsky, Denise Desjardins…
Son premier livre, une biographie de l’écrivain et philosophe américain Henry David Thoreau paraît en 1986, avec une préface d’Arnaud Desjardins et une postface de Kenneth White. Ce livre sera suivi de nombreux ouvrages, publiés chez Albin Michel, Dervy Livres, la Table Ronde, L’originel, le Relié. Il a cosigné deux ouvrages avec Arnaud Desjardins et deux avec Alexandro Jodorowsky. L’homme se lève à l’Ouest, paru en 1992 chez Albin Michel, fera notamment découvrir au public français l’existence de Lee Lozowick dont il traduira par ailleurs plusieurs ouvrages. L’Irrévérence de l’Éveil, publié la même année, révélera Stephen Jourdain.

### Spiritualité
Au début des années 1990, parallèlement à ses activités d'écrivain, journaliste et traducteur, il commence à s’investir dans l’animation de stages (notamment dans le cadre de Terre du Ciel, ainsi qu’en coanimation avec Marie de Hennezel) et fonde des groupes parisiens inspirés de l’enseignement d’Arnaud Desjardins, groupes qui fonctionnent encore aujourd’hui. En 1996, Arnaud Desjardins lui propose de rejoindre l’équipe de Hauteville, le lieu qu’il a fondé en Ardèche où séjournent chaque semaine pour une retraite une cinquantaine de personnes. Il y consacre l’essentiel de son temps pendant près de onze ans, tout en poursuivant l’animation de groupes parisiens, ainsi que son travail d’écrivain et de traducteur. En 2002 parait Le Manuel de l’Anti-Sagesse, puis en 2004 Allen Ginsberg, poète et Bodhisattva Beat, où l'auteur relate ses rencontres et entretiens avec le grand écrivain américain.
En septembre 2007, il s'installe à nouveau à Paris où il donne un enseignement sous une forme originale dans la lignée d’Arnaud Desjardins et Swami Prajanpad tout en continuant à écrire.
Il continue à intervenir à Hauteville.  En 2011, parallèlement aux activités régulières organisées à Paris et à la suite d'une impulsion donnée par Arnaud Desjardins, il anime régulièrement avec son épouse Valérie des séminaires dans le beau village d'Angles sur l'Anglin (Vienne), où sa famille possède une maison depuis cinq générations.
En 2015, il cesse de résider principalement à Paris pour  s'établir en Poitou et y développer les activités déjà en cours. Il continue cependant d'intervenir chaque mois à Paris pour des enseignements non publics.

### Musique
Musicien amateur, Gilles Farcet s'est produit régulièrement entre 2010 et 2013 avec le Powerless Trio, trio acoustique composé d'Odile de Laurens (chant), Stéphane Leclercq (violon) et Gilles Farcet (guitare acoustique). 
Il a enregistré deux CD avec le musicien multi instrumentiste Pascal Pourré : Maison Brûlée (Zila Productions), composé de chansons originales et Inguérissable. L Fin 2012 est paru un CD solo, produit par Pascal Pourré, intitulé L'Homme de l'Ombre, blues dans la langue de Baudelaire. Il y chante et y joue de la guitare acoustique. Les titres de ces cds sont dorénavant disponibles à l'écoute sur Bandcamp ;De 2013 à 2017, il chante et joue de la guitare acoustique au sein d'Unisson, un trio formé avec Sandrine Lamoine et Patricia Hoarau. Leur cd  composé de compositions originales est paru en 2016 (Productions Work Project Associés).  De 2011 à 2015, il a joué de la guitare électrique au sein de La Part du Pauvre, un groupe de rock français dont il a composé toutes les paroles et certaines musiques. L'album de La Part du Pauvre, intitulé l'Ame de la Ville, produit par Pascal Pourré, est paru en 2014 ( Production Work Project Associés). Depuis 2019, il joue de la guitare électrique et fait office de parolier et auteur compositeur dans Gestion des Restes (GDR) , dont le répertoire est composé de classiques du rock des années 70 adaptés en français ainsi que de compositions originales. Gestion des Restes a sorti deux cds GDR (2021) et Quand l'Amour vient en ville (2023 ainsi qu'un EP vinyle Entre le Zéro et l'Infini (2025) Les titres de cet Ep sont disponibles à l'écoute sur toutes les plate formes musicales Un grand nombre de vidéos du groupe, la plupart filmées par Jean Luc Lami sont visibles sur sa page You Tube https://www.youtube.com/@gdrgestiondesrestes920 [archive] ou Facebook https://www.facebook.com/profile.php?id=100050317967935 [archive] Le groupe donne une quinzaine de concerts par an.
Il a également fondé le groupe Survie  (chant : Sandrine Lamoine, chœurs Eugénie Talvaz, Morgane Farcet, batterie Laurent Plantier, basse Marie Moineville, clavier Laurence Baucher, guitare Gilles Farcet) dont la spécificité est de n'interpréter que des morceaux de Lee Lozowick et Paul Durham adaptés en français. Le groupe a sorti un cd en 2023 et publié des vidéos filmées par Jean Luc Lami sur sa page Facebookhttps://www.facebook.com/profile.php?id=61552179924392 [archive] Le groupe a joué avec Paul Durham, compositeur des morecaux originaux en juillet 2024 et a donné en novembre 2024 son ultime concert en Arizona à Triveni, le lieu fondé par Lee Lozowick

### Avec Arnaud Desjardins
- Confidences impersonnelles, Criterion, 1991, réédition en poche « Espaces Libres », Albin Michel
- Regards sages sur un monde fou, La Table Ronde, 1997 ; traduction en espagnol

### Avec Alejandro Jodorowsky
- La tricherie sacrée et le chemin de la bonté, Dervy-Livres, 1989 ; réédition augmentée 2004 ; traduction en espagnol, en anglais (Etats-Unis) et en italien.
- Le théâtre de la guérison, Albin Michel, 1994 ; réédition en poche, « Espaces Libres », Albin Michel ; traduction en italien, en espagnol et en anglais (Etats-Unis)

### Avec Stephen Jourdain
- L’Irrévérence de l’éveil, Éditions du Relié, 1992 ; réédition augmentée l’Originel, 2005 ; traduction en anglais (USA), en allemand, en néerlandais.

### Avec Denise Desjardins
- Le défi d’être, Dervy Livres, 1990 ; réédition augmentée 2017.

### Avec André Rochette
- Par l’amour de la vie, La Table Ronde, 1996

Avec Jean Yves Leloup, Jacques Vigne, Patrick Mandala
Réfléchir sur le cœur des choses, Éditions du Relié, 2016.
Adaptation : 
l'auteur de BD Etienne Appert a publié en 2023 un album où il adapte les deux ouvrages de Gilles Farcet consacrés à la Beat Generation  :  Au Crépuscule de la Beat Generation, le dernier clochard céleste, éditions La Boîte à Bulles.  

## Filmographie
- Sur la Route avec Mr Lee, un film de François Fronty, 1995, Alizé diffusion (documentaire qui retrace une visite de Lee Lozowick en France. Outre Gilles Farcet en tant qu’interprète et accompagnateur, on y voit notamment Yvan Amar et Arnaud Desjardins)
- Stephen Jourdain, La Folle Sagesse, un film de Carole Marquand, avec Denise Desjardins et Gilles Farcet ; textes de Stephen Jourdain dits par Jean-Louis Trintignant, 2006, Alizé diffusion (documentaire consacré à Stephen Jourdain. Gilles Farcet y  apparaît en compagnie de Stephen et y mène le dialogue entre Stephen et Denise Desjardins)
- Denise Desjardins, de la Révolte au Lâcher Prise, un film de Guillaume Darcq, 2008, Alizé diffusion (documentaire consacré à l’itinéraire de Denise Desjardins. Gilles Farcet y est l’interlocuteur de Denise)
- La Frontière Intérieure, Gilles Farcet, Images d'un parcours, un film de Guillaume Darcq, 2013, Alizé diffusion (documentaire sous forme de road movie consacré à l'itinéraire de Gilles Farcet et surtout à ses rencontres. Ce film est nourri des archives inédites - photos, vidéos, enregistrements - de Gilles Farcet. Outre des séquences consacrées à Arnaud Desjardins, Lee Lozowick, Stephen Jourdain, Yvan Amar, Yogi Ramsuratkumar, on y voit Maurice Béjart parler des liens entre danse et spiritualité, Allen Ginsberg réfléchir à la poésie et à la méditation ou encore Richard Alpert (Ram Dass), Kenneth White ...).